# Never a Dull Moment
Never a Dull Moment – czwarty studyjny album angielskiego piosenkarza rockowego Roda Stewarta. Wydana została w 1972 roku przez wytwórnię płytową Mercury. Nagrana na tym albumie piosenka „You Were It Well” stała się przebojem, i jest jedną z najlepiej rozpoznawanych piosenek nagranych przez tego wykonawcę. Podobną popularność zdobył utwór „Twistin’ the Night Away”, który wykonywany był pierwotnie przez Sama Cooka.

## Lista utworów
Strona pierwsza
| 1. | „True Blue” (Stewart, Ronnie Wood)       | 3:32  |
|    |                                          |       |
| 2. | „Lost Paraguayos” (Stewart, Ronnie Wood) | 3:57  |
|    |                                          |       |
| 3. | „Mama You Been on My Mind” (Bob Dylan)   | 4:29  |
|    |                                          |       |
| 4. | „Italian Girls” (Stewart, Ronnie Wood)   | 4:54  |
|    |                                          |       |
|    |                                          | 16:52 |
|    |                                          |       |
Strona druga
| 1. | „Angel” (Jimi Hendrix)                                 | 4:04  |
|    |                                                        |       |
| 2. | „Interludings” (A. Wood)                               | 0:40  |
|    |                                                        |       |
| 3. | „You Wear It Well” (Stewart, Martin Quittenton)        | 4:22  |
|    |                                                        |       |
| 4. | „I’d Rather Go Blind” (Billy Foster, Ellington Jordon) | 3:53  |
|    |                                                        |       |
| 5. | „Twisting the Night Away” (Sam Cooke)                  | 3:13  |
|    |                                                        |       |
|    |                                                        | 16:12 |
|    |                                                        |       |